# ذلحمر (الضليعة)
'

تعديل مصدري - تعديل

ذلحمر هي إحدى قرى عزلة الضليعة بمديرية الضليعة التابعة لمحافظة حضرموت، بلغ تعداد سكانها 38 نسمة حسب تعداد اليمن لعام 2004.